# Željko Petrović
Željko Petrović (Serbisk-kyrilliska alfabetet: Жељко Петровић), född 13 november 1965 i Nikšić, Socialistiska republiken Montenegro, SFR Jugoslavien, är en montenegrinsk före detta fotbollsspelare med landslagsmeriter för Jugoslavien.